# 건너가다
건너기(건너가다) 또는 넘기(넘어가다)는 상대방 돌을 넘어서 이어가는 것, 상대의 돌을 사이에 두고 한쪽에서 다른 쪽으로 자신의 돌을 연결해 가는 것이다.